# Saint-Clet
Saint-Clet település Franciaországban, Côtes-d’Armor megyében. Lakosainak száma 868 fő (2022. január 1.). Saint-Clet Le Faouët, Plouëc-du-Trieux, Pommerit-le-Vicomte, Pontrieux, Quemper-Guézennec, Saint-Gilles-les-Bois és Squiffiec községekkel határos.

## Népesség
A település népessége az elmúlt években az alábbi módon változott:
| Lakosok száma | 885  | 847  | 744  | 828  | 879  | 878  | 875  | 877  | 870  | 868  |
|               | 1968 | 1982 | 1990 | 2006 | 2013 | 2015 | 2017 | 2019 | 2020 | 2022 |